# Leszek Burzyński
Leszek Burzyński (ur. 1 listopada 1953) – polski urzędnik państwowy, wojewoda leszczyński (1997–1998), wiceminister spraw wewnętrznych i administracji (1999–2000).

## Życiorys
W 1989 wygrał konkurs na dyrektora huty szkła w Gostyniu. W 1993 objął funkcję dyrektora marketingu w spółce „Metalchem” w Kościanie (do 1994), później był zatrudniony w Wolsztynie. W latach 1997–1998 pełnił obowiązki wojewody leszczyńskiego (ostatniego w historii) z ramienia AWS (mimo wydania negatywnej opinii ze strony sejmiku samorządowego). wyborach 1998 bez powodzenia ubiegał się o mandat radnego sejmiku wielkopolskiego I kadencji. Po odejściu z urzędu był podsekretarzem stanu w Ministerstwie Spraw Wewnętrznych i Administracji. Odpowiedzialny m.in. za projekt Program roku 2000, za projekt dowodów osobistych. W 2004 uzyskał zatrudnienie w biurze syndyka zajmującego się upadłością dolnośląskiej spółki „Elektrobud”. Jako jedyny wojewoda w Polsce uwłaszczył w 1998 majątkiem Publiczne Zakłady Opieki Zdrowotnej w Lesznie, Kościanie, Górze, Gostyniu, Wschowie.